# Palmarès del Gamba Osaka
Il Gamba Osaka (ガンバ大阪?, Ganba Ōsaka) è una società calcistica giapponese con sede nella città di Suita, nella prefettura di Ōsaka.

## Competizioni nazionali
- J. League Division 1: 2

2005, 2014
- Coppa dell'Imperatore: 5

1990, 2008, 2009, 2014, 2015
- Coppa Yamazaki Nabisco: 2

2007, 2014
- Supercoppa del Giappone: 2

2007, 2015
- J. League Division 2: 1

2013

## Competizioni internazionali
- AFC Champions League: 1

2008
- Pan-Pacific Championship: 1

2008
- Coppa della Regina: 1

1992

## Altri piazzamenti
- Campionato giapponese:

Secondo posto: 2010, 2015, 2020
Terzo posto: 2006, 2007, 2009, 2011
- Coppa dell'Imperatore:

Finalista: 2006, 2012, 2024
Semifinalista: 1994, 1995, 2010
- Coppa J. League:

Finalista: 2005, 2015, 2016
Semifinalista: 1993, 1994, 2002, 2008, 2011, 2017, 2019
- Supercoppa del Giappone:

Finalista: 2006, 2009, 2010, 2016
- AFC Champions League:

Semifinalista: 2015
- Coppa del mondo per club FIFA:

Terzo posto: 2008
- Coppa Suruga Bank:

Finalista: 2008, 2015
- A3 Champions Cup:

Secondo posto: 2006